# Williams FW37
El Williams FW37 es un monoplaza de Fórmula 1 diseñado por Williams para competir en la Temporada 2015 de Fórmula 1. La unidad de potencia, el sistema de transmisión de ocho velocidades y el sistema de recuperación de energía son los que usa Mercedes. El coche es conducido por Valtteri Bottas y Felipe Massa por segundo año consecutivo.

## Presentación
El FW37 se mostró por primera vez el 21 de enero de 2015 en la portada de la revista F1 Racing.

## Resultados
(Clave) (negrita indica pole position) (cursiva indica vuelta rápida)
| Año  | Motor                               | Neu. | N.º | Pilotos         | 1   | 2   | 3   | 4   | 5   | 6   | 7   | 8   | 9   | 10  | 11  | 12  | 13  | 14  | 15  | 16  | 17  | 18  | 19  | Puntos | Pos. |
| ---- | ----------------------------------- | ---- | --- | --------------- | --- | --- | --- | --- | --- | --- | --- | --- | --- | --- | --- | --- | --- | --- | --- | --- | --- | --- | --- | ------ | ---- |
| 2015 | Mercedes PU106B Hybrid 1.6 V6 Turbo | P    |     |                 | AUS | MYS | CHN | BHR | ESP | MON | CAN | AUT | GBR | HUN | BEL | ITA | SIN | JPN | RUS | USA | MEX | BRA | ABU | 257    | 3°   |
| 2015 | Mercedes PU106B Hybrid 1.6 V6 Turbo | P    | 19  | Felipe Massa    | 4   | 6   | 5   | 10  | 6   | 15  | 6   | 3   | 4   | 12  | 6   | 3   | Ret | 17  | 4   | Ret | 6   | DSQ | 8   | 257    | 3°   |
| 2015 | Mercedes PU106B Hybrid 1.6 V6 Turbo | P    | 77  | Valtteri Bottas | DNS | 5   | 6   | 4   | 4   | 14  | 3   | 5   | 5   | 13  | 9   | 4   | 5   | 5   | 12≠ | Ret | 3   | 5   | 13  | 257    | 3°   |

- ≠ El piloto no acabó el Gran Premio, pero se clasificó al completar el 90% de la distancia total.